# Abfall-Zwischenlager Obrigheim
Das Abfall-Zwischenlager Obrigheim (AZO; ehemals Bau 39/52 Obrigheim) ist ein Lager für schwach- und mittelradioaktive Abfälle am Standort des Kernkraftwerks Obrigheim im Neckar-Odenwald-Kreis.

## Geschichte
Das Lager entstand durch eine Umnutzung der Gebäude 39 und 52 des Kernkraftwerks und wurde 2008 in Betrieb genommen. Im Jahr 2018 wurde eine eigenständige Umgangsgenehmigung nach § 12 Strahlenschutzgesetz für das Lager beantragt, die am 08. Oktober 2019 erteilt wurde. Seit dem 1. Januar 2020 fungiert die BGZ Gesellschaft für Zwischenlagerung als Betreibergesellschaft.

## Daten
Das Lager ist etwa 57 m lang, 28 m breit und 8 m hoch und ist für ein Aktivitätsinventar von bis zu 1 × 1017 Bq genehmigt.